# Robert Soleau
Robert Soleau est un homme politique français né le 10 juin 1845 à Rethel (Ardennes) et mort le 25 avril 1919 à Paris.

## Biographie

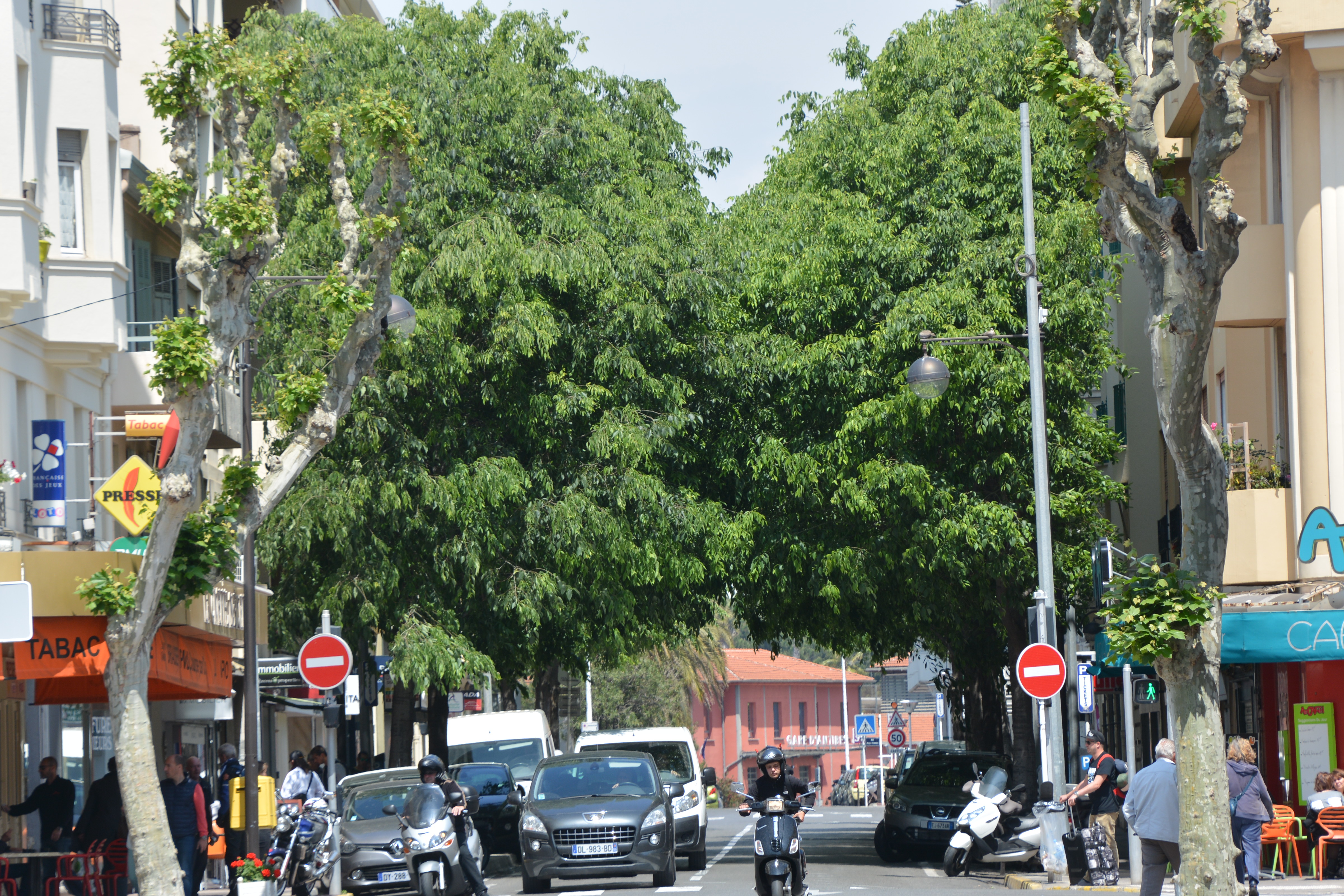
L'avenue Robert Soleau à Antibes

Robert Soleau est né le 10 juin 1845 à Rethel dans une famille aisée, d’un père, Alexandre,  ingénieur en chef des Ponts et Chaussées et d’une mère, Euphrosine, sans profession et fille de Robert Bournel, juge de paix du canton de Rethel.
Il fait des études de droit et obtient le doctorat, après quoi, il rejoint les services judiciaires de Paris début 1875. Il commence comme juge suppléant au tribunal civil de la Seine, devient ensuite conseiller à la Cour d’Appel de Paris et enfin vice-président du tribunal de la Seine. Le 17 février 1898, il est honoré du titre de chevalier de la Légion d'honneur.
Il épouse Henriette le Maréchal avec laquelle il aura deux enfants. Elle décèdera en 1900 à l’âge de 46 ans.
Soleau est l’un des principaux actionnaires de la Société foncière de Cannes et du littoral. C’est pourquoi il représente Antibes à Paris afin d'accélérer le déclassement de la place et il est choisi comme membre du comité de démolition des remparts en 1882.
Lors des élections municipales de mai 1884, Robert Soleau est élu maire d'Antibes sur une liste des Républicains. Soleau se fait élire aux élections au Conseil général en 1886. Il est réélu maire en 1888, 1892, 1896 et 1900 tout en étant absent d’Antibes et démissionne finalement le 19 février 1901, après quoi il reste toutefois membre de l’assemblée municipale de Chancel en 1901 et aussi du Conseil général.
Soleau est à l'origine de deux décisions déterminantes pour le futur d'Antibes : la destruction de la plus grande partie des remparts et la création d'une nouvelle station balnéaire hivernale, Juan-les-Pins.

## Sources
- Antibes sous la mandature Robert Soleau,Marie-Antoinette Settineri